# فرنسيسكو سانشيز (منافس ألعاب قوى)
فرنسيسكو سانشيز (بالإسبانية: Francisco Sánchez Vargas)‏ هو منافس ألعاب قوى إسباني، ولد في 18 مايو 1958 في لا ثوبيا في إسبانيا.

## وصلات خارجية
- فرنسيسكو سانشيز على موقع الاتحاد الدولي لألعاب القوى (الإنجليزية)
- فرنسيسكو سانشيز على موقع أوليمبيديا (الإنجليزية)